# Denk bloß nicht, ich heule
Denk bloß nicht, ich heule ist ein vom DEFA-Studio für Spielfilme produziertes Filmdrama von Regisseur Frank Vogel aus dem Jahr 1965. Der Film war bis 1990 in der DDR verboten, da er sich kritisch mit dem Sozialismus auseinandersetzt.

## Handlung
Peter Naumann gibt seinem kranken Vater zu verstehen, dass er nach seinem Rausschmiss aus der Schule den ihm angebotenen Lehrvertrag nicht unterschreiben will. Das ist für diesen der Anlass, laut über sein bisheriges Leben nachzudenken, während seine Frau ihn mit Alkohol versorgen muss. Am meisten stört ihn, dass er als alter Kommunist aus der SED ausgeschlossen wurde, was ihn zu einem Rundumschlag gegen deren führende Rolle in der DDR veranlasst. Es kommt aber auch zur Sprache, dass er 1933 sein Mitgliedsbuch der KPD verbrannt hat, weil er nicht in ein Konzentrationslager wollte. Er sagt: „Das Wichtigste im Leben ist leben.“ Als er dann seine Geldkassette öffnet und das darin befindliche Geld seinem Sohn vererbt, bricht er zusammen und verstirbt.
Von dem geerbten Geld will sich Peter zwei Wochen später ein Motorrad kaufen, welches er erst am nächsten Tag abholen kann, da es aus einem Lager geholt werden muss. Um seine Zeit zu vertreiben, geht er zu seiner ehemaligen Schule in Weimar. Während seines Wegs zum Direktor Röhle trifft er im Flur auf die Schülerin Anne und verabredet sich mit ihr. Der Direktor ist nicht anwesend, deshalb spricht Peter noch einmal mit der Sekretärin über einen seiner Aufsätze, in dem er behauptete, dass er die Republik nicht braucht, was ihm zum wiederholen Mal viel Ärger einbrachte. Anne erscheint pünktlich am Goethe-Schiller-Denkmal und bekommt von Peter eine große Pralinenschachtel mit der Bemerkung geschenkt, dass er sie nach fünf Pralinen küssen werde. Nach dem Besuch des Goethe-Museums gehen sie in einen Park und dort küsst er Anne, wie er es versprochen hat. Er sagt, dass er von Beruf Halbstarker ist. Nach weiteren Küssen gehen sie in ein Bekleidungsgeschäft, suchen für sie ein teures Kleid aus, welches Peter auch bezahlt, was Anne aber nicht annehmen will. Am Abend trifft er sich mit seinen Freunden im Hotel Elephant, dem ersten Haus in der Stadt, erst im Restaurant und anschließend in der Bar und in beiden legen sie es darauf an, die anderen Gäste zu belästigen. Am nächsten Tag besucht er seine Mutter im Betrieb, um sich von ihr Geld zu borgen, denn durch seine Ausgaben am vorhergehenden Tag reicht das Erbe nun nicht mehr für ein Motorrad.
Auf dem Bahnhof in Weimar trifft Peter seine ehemalige Freundin Uschi Röhle, die Tochter seines ehemaligen Schuldirektors. Sie ist auf dem Weg nach Jena, wo sie studiert und er folgt ihr. In dem Labor, wo sie beschäftigt ist, stellt sie ihm die Frage, warum er damals mit ihr ging, obwohl sie zwei Jahre älter ist, und gibt auch gleich selbst die Antwort: Nur um ihrem Vater eins auszuwischen. Da sie sich auch noch mit ihrem derzeitigen Freund streitet, ein junger Mann mit Doktortitel, geht sie am Abend gemeinsam mit Peter zu einem Vortrag in das Planetarium. Wieder zu Hause angekommen, schaut er sich auf dem Schreibtisch seines Vaters die dort deponierten Unterlagen und Bilder an. Dabei findet er eine Urkunde, die beweist, dass er von seinen Eltern adoptiert wurde. Seine Mutter versucht ihm zu erklären, wie er nach dem Krieg in einer Ruine, halb verhungert, gefunden wurde und er jedoch in ihren Augen immer ihr eigenes Kind war. Doch selbst ihr Angebot, ihm jetzt das restliche Geld für das Motorrad zu geben, kann ihn nicht gütig stimmen. Er geht aus dem Haus.
Während Peter völlig verwirrt durch die Straßen läuft, trifft er auf Anne, die sich auf dem Weg in die Schule befindet. Sie erkennt sein Problem und will ihm mit einer Beschäftigung bei ihrem Vater helfen, der Leiter einer MTS ist. Der lehnt das jedoch ab, obwohl seine Traktoristen bei ihm kündigen und in die LPG gehen wollen. Anne führt Peter in ein halb verfallenes Schäfereigebäude des früheren Gutes, das ehemals einem Baron gehörte. Hier sollte er für die nächste Zeit eine Unterkunft finden. Hier will er für sein Abitur lernen, wofür er von Anne jegliche Unterstützung bekommt. Doch an eine Liebe zu ihr will er nicht denken, ist er doch immer noch in Uschi verliebt. Aber Anne bringt ihm täglich etwas zu essen, neue Schulbücher und fragt ihn ab. Zur Entspannung gehen sie regelmäßig auf dem Gelände der Gedenkstätte des KZ Buchenwald auf dem Ettersberg spazieren, was dazu führt, dass sie sich langsam näherkommen.
Auch ihr Vater erkennt, wie gut er Peter in der MTS gebrauchen kann, wollen die Traktoristen doch lieber zur LPG wechseln, und so wird er zum Treckerfahren und für Reparaturarbeiten eingesetzt. Doch das geht nicht ohne Gespräche, bei denen der Genosse MTS-Vorsitzende versucht, Peter von der guten Seite der DDR zu überzeugen, was ihm jedoch nicht gelingt. In der Zwischenzeit überzeugt Anne die FDJ-Gruppe ihrer Schule, Peter Naumann wieder für die Teilnahme am Unterricht zuzulassen. Deshalb besucht dieser den Direktor Röhle, um die Wiederaufnahme in die Schule zu beantragen. Doch der Direktor verharrt auf seiner festgefahrenen Meinung vom Republikgegner und lehnt den Antrag ab. Gemeinsam mit seinen Freunden beschließt Peter, dem Direktor einen Denkzettel zu verpassen, den dieser in einer Ruine der Halle der Volksgemeinschaft erhalten soll. Doch die vorgesehene Bestrafung läuft aus dem Ruder, so dass Peter seinem ehemaligen Direktor zur Hilfe kommen muss. Dafür wird jetzt er von seinen Freunden verprügelt. So kommt es zu einer Aussprache zwischen den beiden, und da Peter heute etwas gelernt hat, geht er auch noch zu seiner Mutter, um sich mit ihr zu versöhnen. Anschließend geht er in den Dorfkrug, da er weiß, dass dort Anne und ihr Vater an einer Veranstaltung teilnehmen. Da ihr Vater nicht mit ihm sprechen will, geht er auf die Bühne, um sein Anliegen zu erklären. Er will mit Anne zusammenleben, was der Vater nicht versteht, jedoch Annes Zustimmung findet.

## Produktion und Veröffentlichung
Denk bloß nicht, ich heule wurde unter den Arbeitstiteln Unterwegs zu den Sternen und Denkt bloß nicht, ich heule als Schwarzweißfilm von der Künstlerischen Arbeitsgruppe „Heinrich Greif“ gedreht und hatte seine Uraufführung am 5. Februar 1990 in der Berliner Akademie der Künste der DDR. Im Fernsehen wurde der Film das erste Mal am 3. November 1990 im Sender N3 ausgestrahlt.
Die Dramaturgie lag in den Händen von Dieter Scharfenberg. Die Außenaufnahmen wurden in Weimar, Jena und auf dem Gelände der Gedenkstätte des KZ Buchenwald auf dem Ettersberg gedreht.

## Hintergrund
Die Endfertigung von Denk bloß nicht, ich heule war im März 1965. Dann begann eine monatelange Diskussion um seine staatliche Abnahme. Zweimal musste der Schluss neu gedreht werden. Der Film gehört zu den Filmen („Kellerfilme“ oder „Kaninchenfilme“), welche im Zuge des XI. Plenums des ZK der SED 1965 verboten wurden. Zu diesen Filmen zählen u. a: Das Kaninchen bin ich von Kurt Maetzig, Berlin um die Ecke von Gerhard Klein, oder auch Jahrgang 45 von Jürgen Böttcher. Am bekanntesten ist fraglos Spur der Steine mit Manfred Krug von Frank Beyer. Alle diese Filme (Neuer DDR-Film) entstanden im Zusammenhang einer kurzen Liberalisierung der Kulturszene nach dem VI. Parteitag der SED 1963.

## Kritiken
„Dieser Film mit Peter Reusse in der Hauptrolle stellte unbequeme Fragen, führte einen Helden vor, wie man keinen haben wollte, eine extreme Situation. Prädikat: Besonders schädlich.“

„Ein formal außergewöhnlich dichter, hervorragend gespielter Film, der ebenso kritisch wie ambitioniert zur Diskussion über die Bedeutung des einzelnen in einer sozialistischen Gesellschaft herausfordert. Seine Argumente zur Überwindung eines menschlichen Niemandslandes sind ungebrochen aktuell und fernab ideologischer Färbung: es geht um Respekt, Toleranz und die Notwendigkeit, einander zuzuhören und miteinander zu reden.“